# Syndrome de Ballinger-Wallace
Pour les articles homonymes, voir Ballinger (homonymie) et Wallace.
 Mise en garde médicale
Le syndrome de Ballinger-Wallace, en anglais : Diabetes mellitus and deafness (DAD) ou maternally inherited diabetes and deafness (MIDD, « diabète et surdité hérités de la mère »), est une maladie mitochondriale liée au gène Leu-UUR.

## Dénominations alternatives
En français :
- diabète mitochondrial, Mito ;
- diabète-surdité de transmission maternelle ;
- syndrome de Ballinger-Wallace.

En anglais :
- diabetes and deafness, maternally inherited MIDD ;
- Ballinger-Wallace syndrome ;
- diabetes mellitus, type II, with deafness ;
- noninsulin-dependent diabetes mellitus with deafness ;
- NIDDM with deafness.

## Cause
Le diabète-surdité de transmission maternelle, ou syndrome de Ballinger-Wallace, est une maladie mitochondriale liée au gène Leu-UUR, ou, plus exceptionnellement encore, à une mutation « m.3243A>G ».

## Incidence et prévalence
Prévalence : 1 à 9 sur 1 000 000.

## Description
Mutation du gène ARNt-Leucine (en), la mutation la plus fréquemment associée est la mutation A3243G dans l'ARNtLeu de l'ADN mitochondrial.

## Diagnostic
Une continuité clinique a été établie avec le syndrome MELAS.

## Conseil génétique

### Mode  de transmission
- Transmission mitochondriale